# Gips IV
Gips IV – jedna z kilku skał grupy Gips na wzgórzu Łężec na Wyżynie Częstochowskiej. Skały te znajduje się na północnych stokach wschodniej części wzgórza, w obrębie miejscowości Morsko w województwie śląskim, w powiecie zawierciańskim w gminie Włodowice i zaliczane są do grupy Skał Morskich.
Skały Gipsu tworzą dość nieregularnie rozrzucony po lesie pas skał o długości około 300 m. Dopiero od 1994 roku stały się obiektem wspinaczki skalnej i rejon ten nie jest jeszcze całkowicie przez wspinaczy wyeksploatowany, nadal istnieje możliwość tworzenia nowych dróg. Skały znajdują się poza szlakami turystycznymi i są dość rzadko odwiedzane przez wspinaczy, co zapewnia wspinaczkę w ciszy oraz w cieniu. Skała Gips II wraz z przylegającą do niej skałą Gips III to największe skały w tej grupie, znajdujące się w jej środkowej części. Od północnej strony do skały Gips IV przylega turnia Gips V (oddzielona jest tylko wąskim pęknięciem). Skała Gips IV zbudowana jest z twardych wapieni skalistych, ma ściany połogie lub pionowe o wysokości około 13 m. Do 2019 roku na jej północnej ścianie poprowadzono 3 drogi wspinaczkowe o trudności od VI do VI.2+ w skali polskiej. Wszystkie mają zamontowane stałe punkty asekuracyjne; ringi (r) i stanowiska zjazdowe (st).

## Drogi wspinaczkowe
1. Racek VI, 12 m (3r+st),
2. Szczurze szepty VI.2+, 16 m (6r+st),

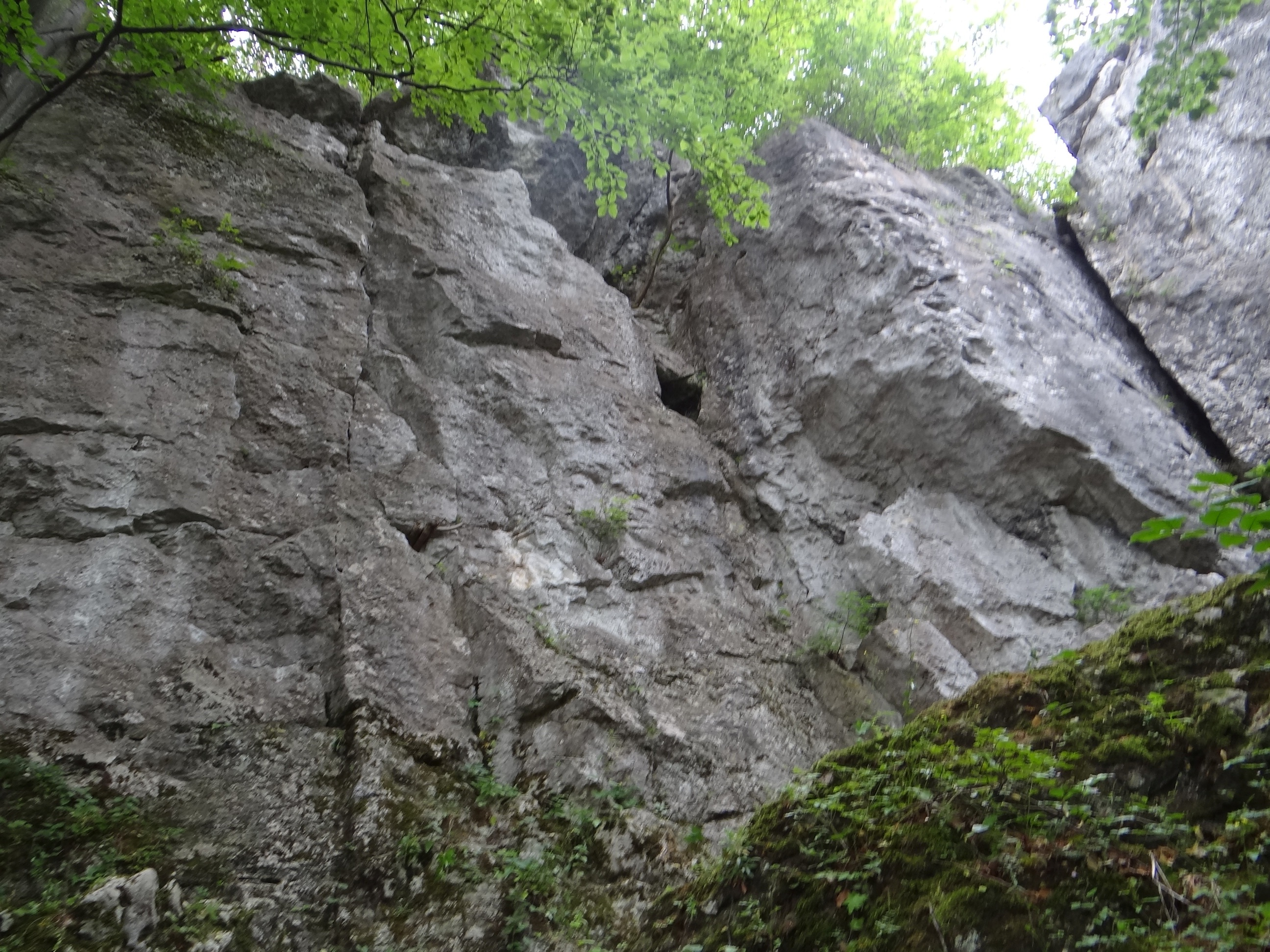
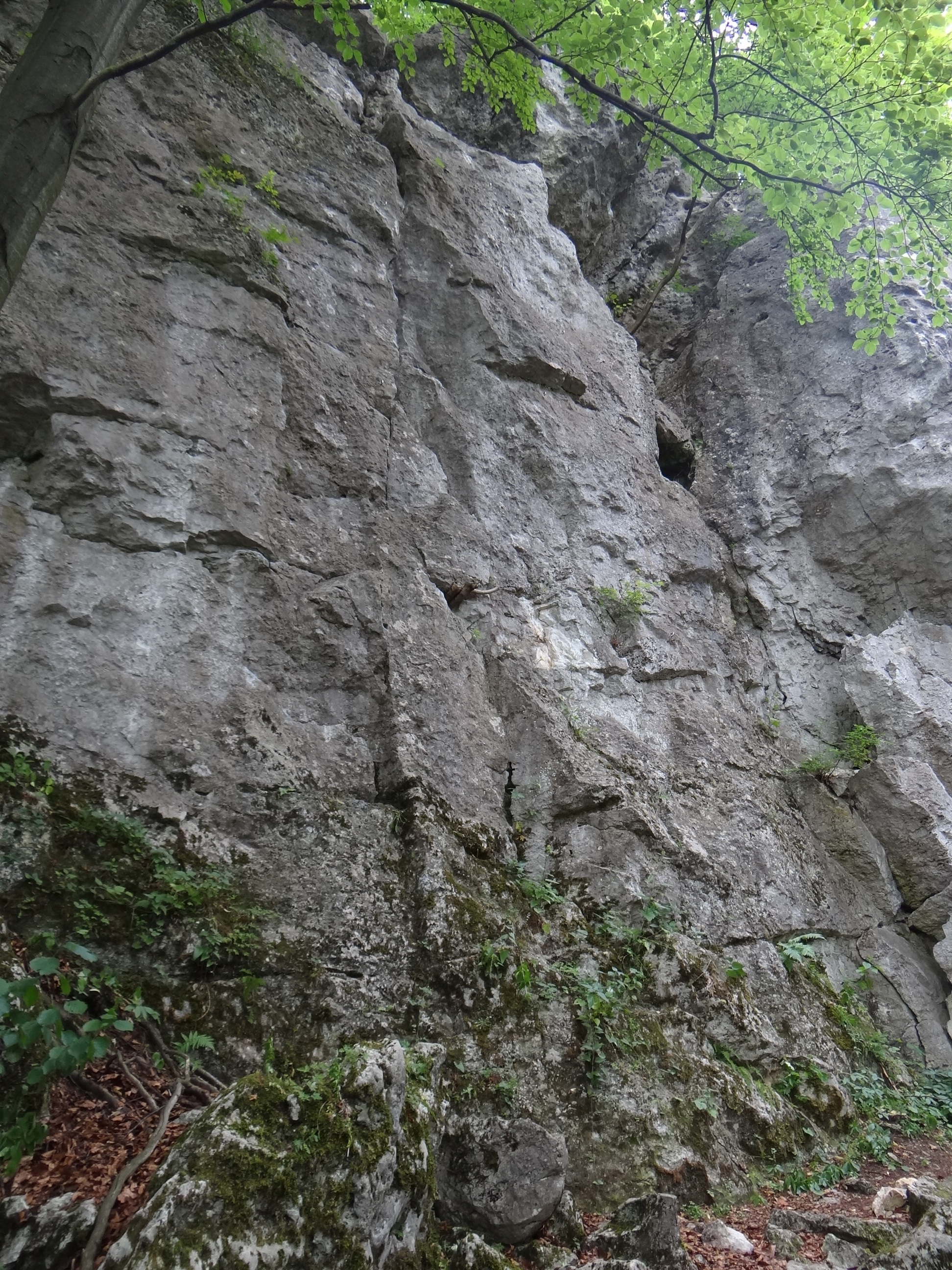
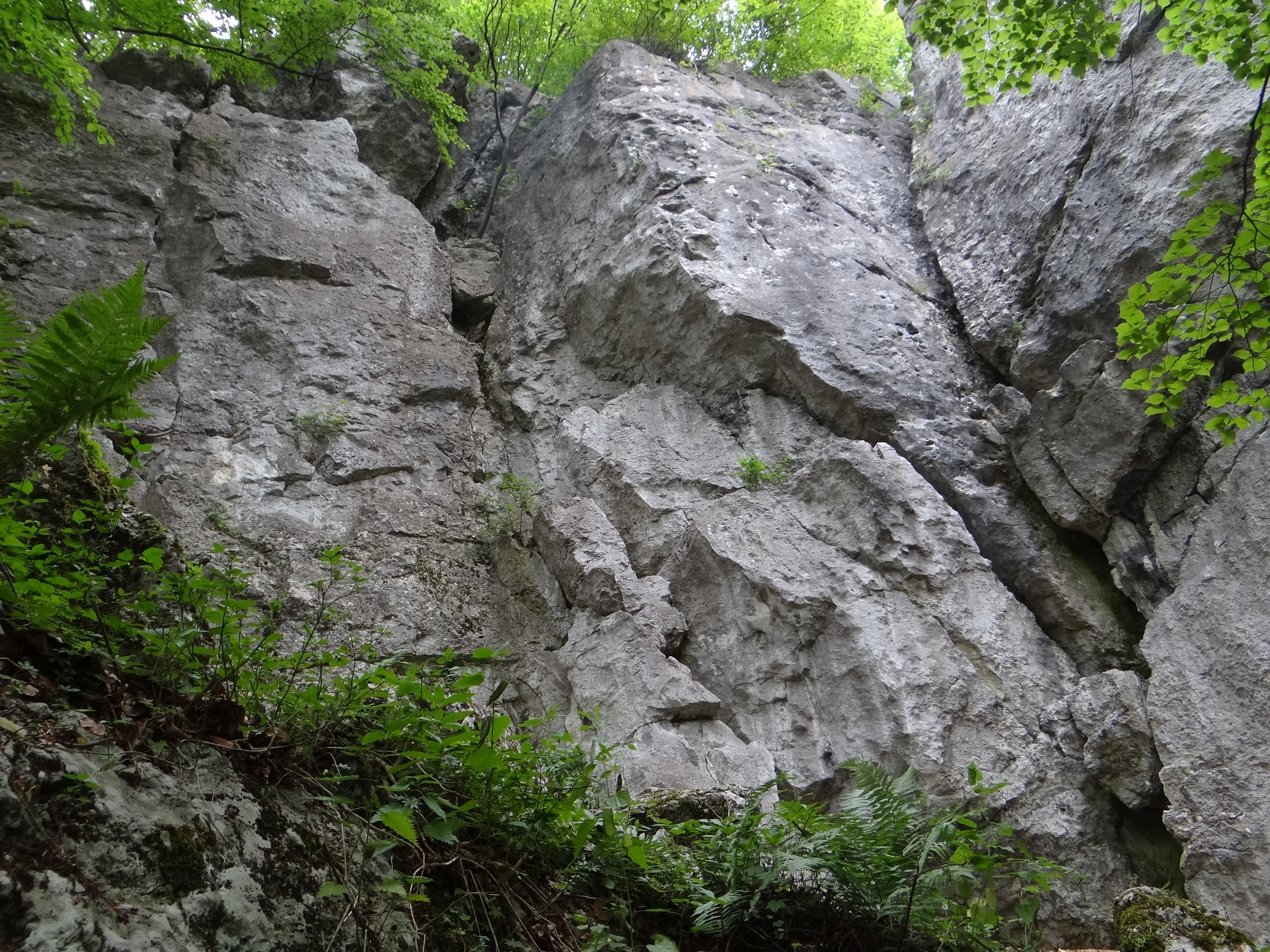
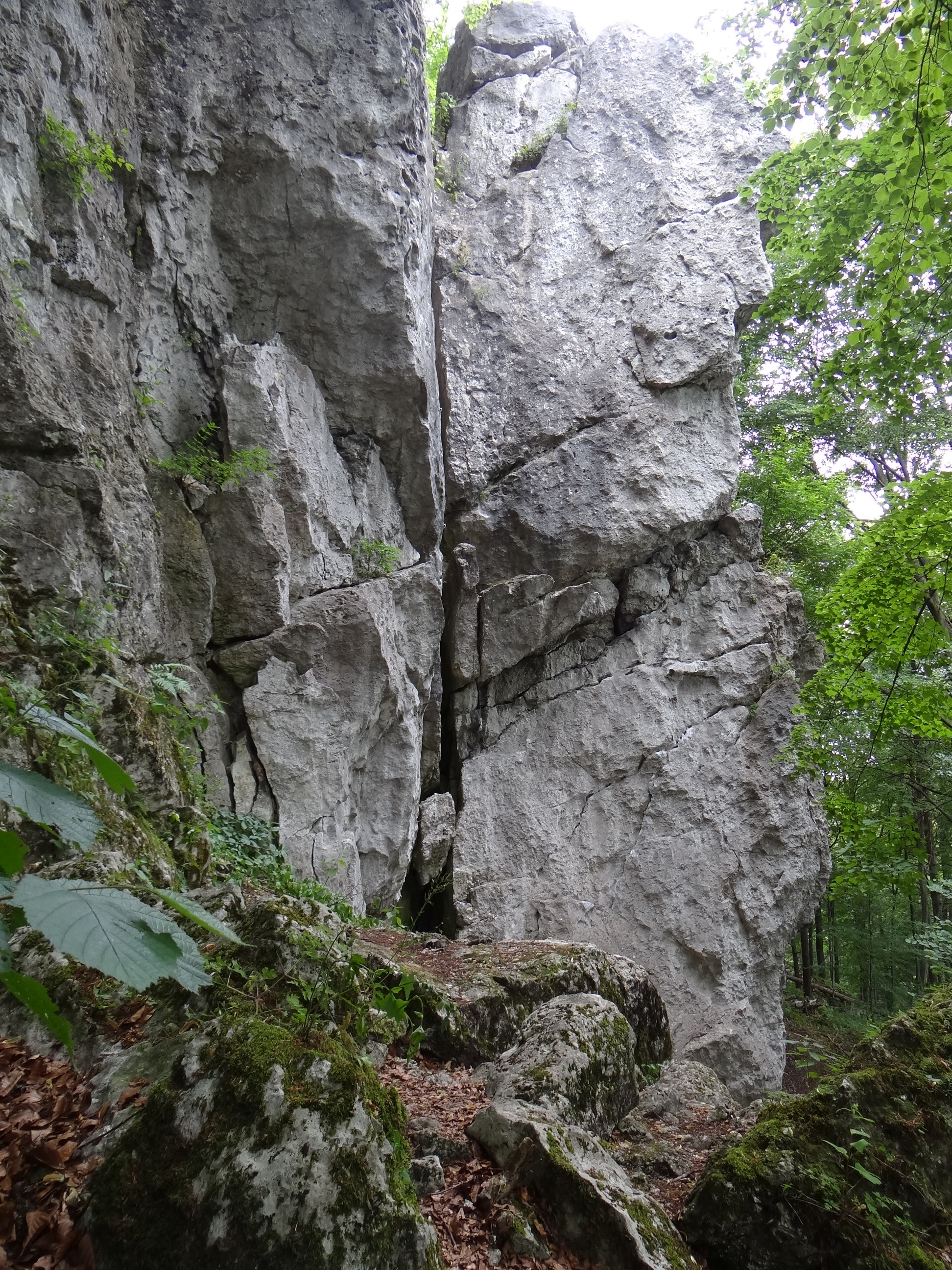
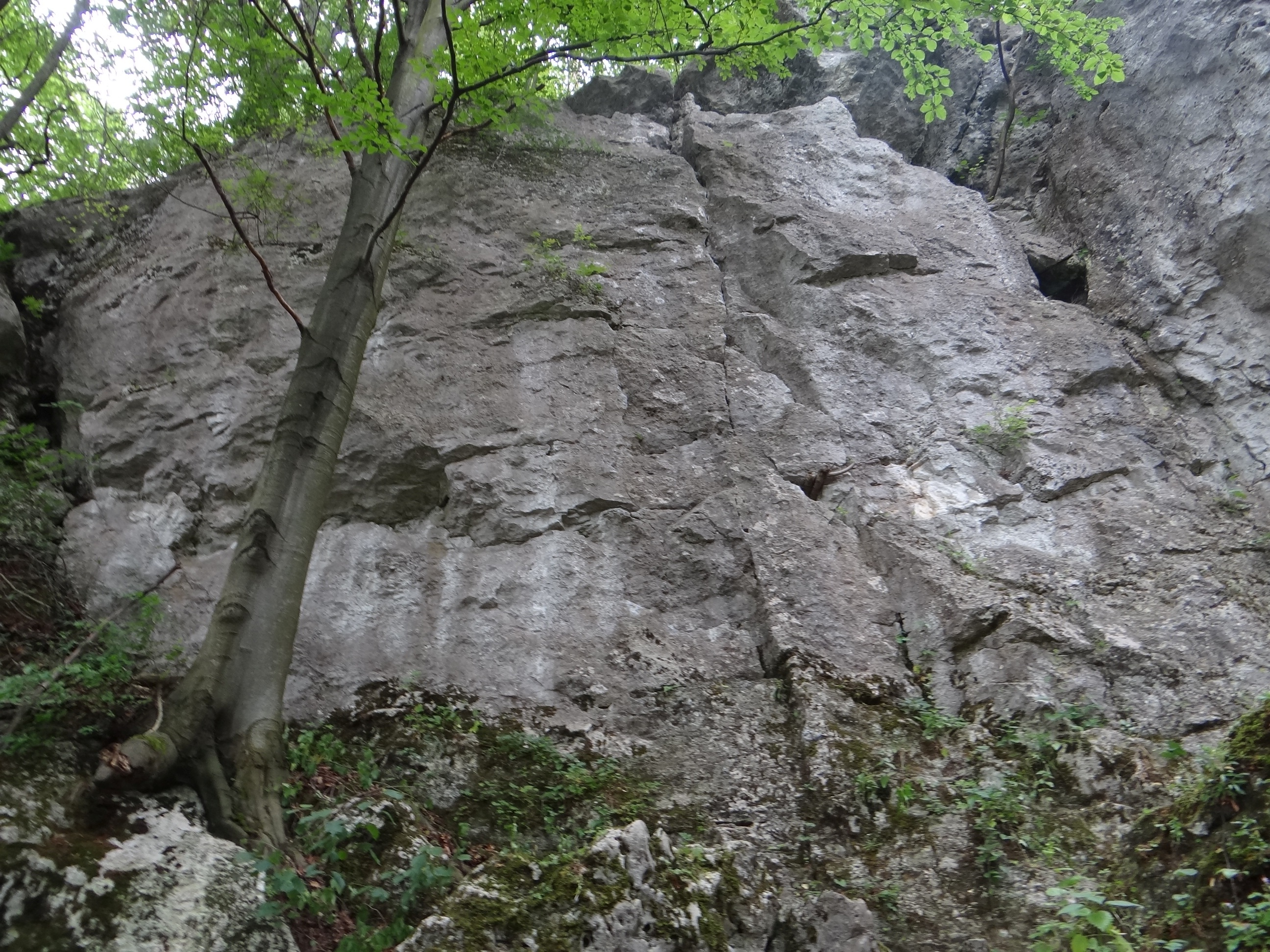

3. Szczurołap VI.1+/2, 16 m (7r+st)[4].